# Sabulodes franciscata
Sabulodes franciscata là một loài bướm đêm trong họ Geometridae.